# Gertrud Luckner
Gertrude Luckner, née Jane Hartmann le 26 septembre 1900 à Liverpool et morte le 31 août 1995 à Fribourg-en-Brisgau, est une résistante chrétienne au nazisme.

## Biographie
Jane Hartmann est née à Liverpool le 26 septembre 1900. Elle est la fille unique de Robert Hartmann et Gertrude Miller. Ses parents retournent en Allemagne, d'où ils sont originaires lorsqu'elle a six ans,. Après leur disparition lors d'un voyage, elle est prise en charge par le couple allemand Luckner qui changent son nom en Gertrud Jane Luckner.
Après des études secondaires à Berlin et à Königsberg, elle entreprend des études d'économie avec une spécialisation en protection sociale à l'université de Königsberg, au Woodbrooke Quaker Study Centre (en) de Birmingham, l'université de Francfort-sur-le-Main et l'université Albert Ludwig de Fribourg-en-Brisgau où elle passe son doctorat, en 1938. Sa thèse porte sur les mesures d'auto assistance prises par les chômeurs au Pays de Galles et en Angleterre.
Au cours de ses années universitaires, ses parents adoptifs meurent et Gertrud Luckner s'installe à Fribourg-en-Breisgau en 1931 où elle vit en dispensant des cours de langues, des stages en soins familiaux, des conseils maternels, des soins de santé et des conseils d'orientation professionnelle.[réf. nécessaire]
Gertrud Luckner est une pacifiste convaincue, membre de l'Association pour la paix des catholiques allemands depuis 1933-34.
Gertrud Luckner est née et est élevée dans la foi Quaker mais, en 1934, elle se fait baptiser catholique romaine,.

### La résistance au nazisme
À partir de 1933 et l'arrivée au pouvoir des nazis, elle s'implique dans l'association catholique Caritas de Fribourg. Caritas est alors une organisation reconnue par le régime nazi, ce qui lui permet d'opérer légalement. Elle organise, avec le soutien de l'archevêque Conrad Gröber un «Bureau de secours religieux en cas de guerre » au sein de l'association Caritas qui devient le point central des catholiques de Fribourg désireux de venir en aide aux non-aryens, qu'ils soient chrétiens ou non,,.
À partir de 1940, Gertrud Luckner envoie des colis aux juifs déportés de Stettin à Lublin, puis aux juifs du sud de l'Allemagne déportés à Gurs.
En décembre 1941, Conrad Gröber lui confie « l'exécution des tâches nécessaires d'une pastorale extraordinaire  », ce qui la place sous sa protection. Grâce au soutien financier de l'archevêché et aux voyages qu'elle peut faire, elle transmet les messages, fait faire de faux papiers et fait passer clandestinement des personnes persécutées en Suisse,.
Elle met également en place toute une série d'aides pratiques au quotidien : elle se range publiquement du côté des juifs, des personnes sont chargées de faire les courses des personnes juives soumises au travail forcé et incapables de se libérer, des médecins sont invités à faire hospitaliser des personnes âgées menacées de prochaine déportation, un entrepreneur invoque son besoin absolu de travailleurs juifs qui ne peuvent donc pas être déportés. Lorsque les juifs chrétiens sont également soumis au port de l'étoile jaune, elle fait en sorte qu'ils soient accompagnés par des non juifs pour se rendre aux offices religieux.
Elle collabore à des passages par la frontière suisse, se livre au sabotage de camions de transport utilisés pour la déportation des Juifs et à la recherche de cachettes sûres. Elle rapportera avoir eu le projet d'utiliser les structures allemandes de Caritas pour positionner dans le pays des personnes de confiance de manière décentralisée qui devaient former un large réseau d'entraide, mais le projet échoue avec la fermeture forcée de Caritas. Grâce à son contact personnel avec Leo Baeck, elle peut cependant entrer en contact avec des structures juives clandestines.
À la suite de sa dénonciation par un employé de l'Association Caritas de Düsseldorf, la Gestapo apprend à l'été 1942 qu'une opération de secours est prévue. En effet, Gertrud Luckner se rend à Düsseldorf pour, avec l'aide d'une aide-soignante de l'association Caritas (Mademoiselle Heidkamp), placer un enfant juif, dont le père a été déporté et dont la mère s'est suicidée avant la déportation, dans une famille d'accueil « aryenne ».[réf. nécessaire]
La Gestapo exerce une surveillance sur Gertrud Luckner dont les nombreux voyages attirent l'attention. Elle est arrêtée le 24 mars 1943 sur une dénonciation de Franz Xaver Rappenecker, un indicateur de la Gestapo infiltré dans l'Association Caritas de Fribourg, alors qu'elle effectue un voyage en train de Fribourg à Berlin pour apporter à Leo Baeck 1 000 marks en soutien de la communauté juive de Berlin,.
Un membre de la police des chemins de fer la remet au bureau de la Gestapo à Karlsruhe et au secrétaire de police d'Ameln. Emmenée à la prison de police de Wuppertal, elle a été détenue et interrogée « presque chaque nuit jusqu'au petit matin » pendant trois semaines. En juillet, elle est incarcérée à la prison de police de Düsseldorf, puis à Berlin dans la prison de police d'Alexanderplatz[réf. nécessaire].
Elle est accusée d'être une « activiste catholique » et une « ennemie du national-socialisme ». Ernst Kaltenbrunner, chef du Reichssicherheitshauptamt signe personnellement sa condamnation à la prison à vie. À partir du 5 novembre 1943, elle est internée au camp de concentration de Ravensbrück. Elle y porte le triangle rouge des « politiques », est soumise aux travaux forcés, par exemple pour Siemens & Halske, et ne survit qu'avec l'aide de compagnons d'infortune tels la sœur Lioba Eva Placida Laubhardt, la quaker Hildegard Hansche, l'assistante pastorale Katharina Katzenmaier et des communistes viennoises anonymes.[réf. nécessaire].
A Ravensbrück, elle est affectée au baraquement 6, celui des communistes. Elle est très malade et échappe à la mort à plusieurs reprises. Le 30 avril 1945, l'Armée rouge libère le camp de Ravensbrück. Elle-même est déjà partie dans une marche de la mort d'où elle est secourue en mai 1945.
Selon elle, la Gestapo a tenté de démontrer que l'archevêque Gröber de Fribourg était un acteur influent des aides à émigrer à l'étranger. En raison des nombreux contacts de Luckner, en particulier en Grande-Bretagne, la Gestapo soupçonna même qu'elle dirigeait avec Gröber un centre de renseignement à l'étranger[réf. nécessaire].

### L'après-guerre
Après la guerre, Gertrud Luckner se consacre au dialogue entre les juifs et les chrétiens,. Elle est une des premières allemandes à se rendre en Israël en 1961, à l'invitation de Leo Baeck.
Elle dirige l'aide sociale de Caritas pour les persécutés.
Après sa retraite en 1968, elle reste rédactrice en chef de la publication Freiburger Rundbrief « pour promouvoir l'amitié entre l'ancien et le nouveau peuple de Dieu - dans l'esprit des deux testaments », qu'elle a fondée avec Karl Thieme et un groupe de catholiques engagés à Fribourg à l'occasion de la première Journée catholique d'après-guerre en 1948, afin d'entretenir le dialogue entre chrétiens et juifs jusqu'à sa mort.
Elle meurt à Fribourg-en-Brisgau le 31 août 1995, à l'âge de 94 ans.
Une partie de sa bibliothèque personnelle est intégrée au fond de la Bibliothèque universitaire de Fribourg, une autre partie est à la bibliothèque de Caritas-Allemagne. Un catalogue commun est en ligne sur Büchernachlass Gertrud Luckner. Ses archives personnelles sont conservées dans les archives de Caritas

## Distinctions
- 1951 : elle est la première catholique allemande à être invitée par l'État d'Israël, et neuf ans plus tard, un bosquet Gertrud Luckner fut planté près de Nazareth en son honneur[1]

- 1953 : Croix fédérale du mérite avec ruban
- 1960 : Croix papale d'honneur
- 1965 :Croix fédérale du mérite de 1re classe
- 15 février 1966 : Gertrud Luckner est honorée du titre de Juste parmi les nations par Yad Vashem [1].
- 1979 : citoyenne d'honneur de Fribourg-en-Brisgau
- 1980 : médaille Buber-Rosenzweig du Deutschen Koordinierungsrats der Gesellschaften für Christlich-Jüdische Zusammenarbeit (Conseil allemand de coordination des sociétés pour la coopération judeo-chrétienne
- 1987 : en sa présence, l'école professionnelle IV de Fribourg est rebaptisée Gertrud-Luckner-Gewerbeschule. Un stolperstein est placée sur le trottoir devant l'école. Une autre école porte son nom à Rheinfelden, la Gertrud-Luckner-Realschule.
- 1994 : Médaille du mérite du Land de Bade-Wurtemberg.

- 2006 : Création du Prix Gertrud Luckner pour la promotion de la science dans le travail social par Caritas. Il est décerné, tous les deux ans, à une thèse exceptionnelle d'une université ou d'une école[13].

- 31 mars 2007 : Gertrud Luckner est élue personnalité la plus importante de Fribourg par les lecteurs du Badische Zeitung.

- novembre 2010, la ville de Fribourg décide de créer la médaille Gertrud Luckner pour « mérites extraordinaires et durables ». Elle est attribuée pour la première fois en février 2011[14].

- Fin 2020 : A l'occasion du 900e anniversaire de la ville de Fribourg, une banderole de l'association « Wahlkreis 100% » avec une photo en noir et blanc d'une scène de rue de 1936 représentant des résistants du Schwabentorring est apposée à la bibliothèque universitaire de Fribourg, après que les drapeaux à croix gammée en aient été dûment effacés[15],[16].

## Filmographie
- They Risked Their Lives: Rescuers of the Holocaust, film documentaire de Gay Block (en), 1991, comporte le témoignage de Gertrud Luckner[17].